# Hausen (Wied)

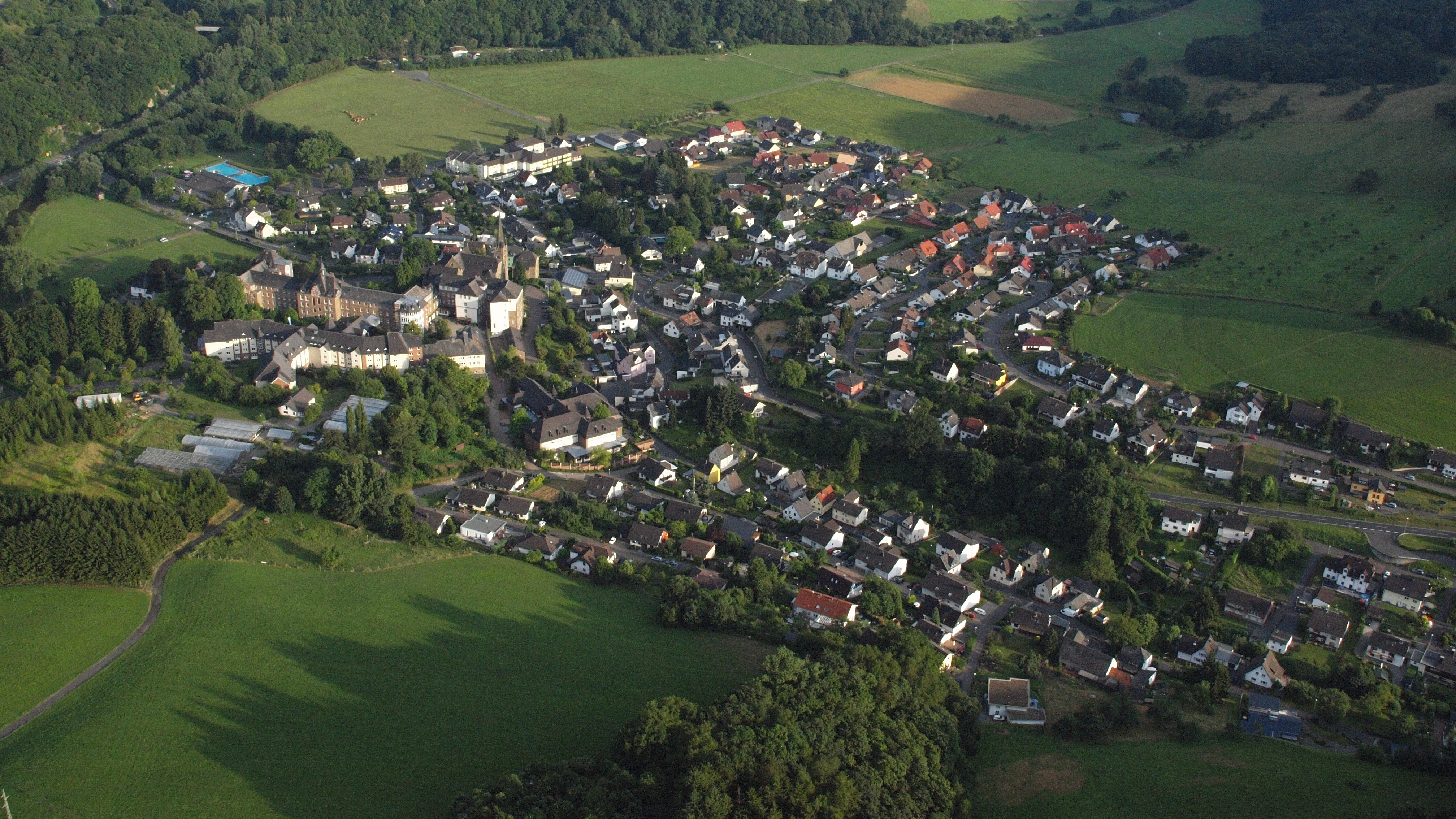
Hausen (Wied)

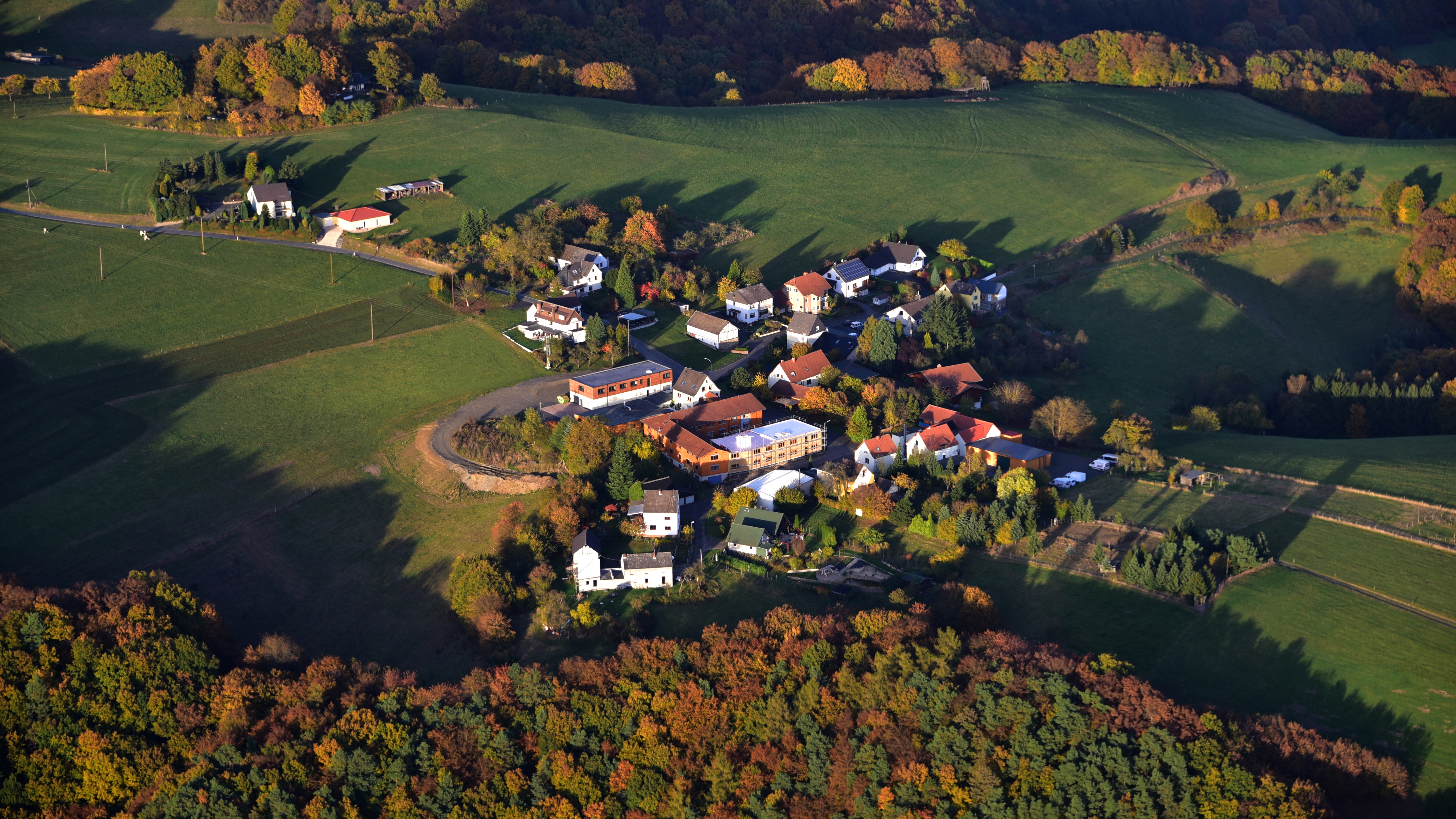
Solscheid, Luftaufnahme (2016)

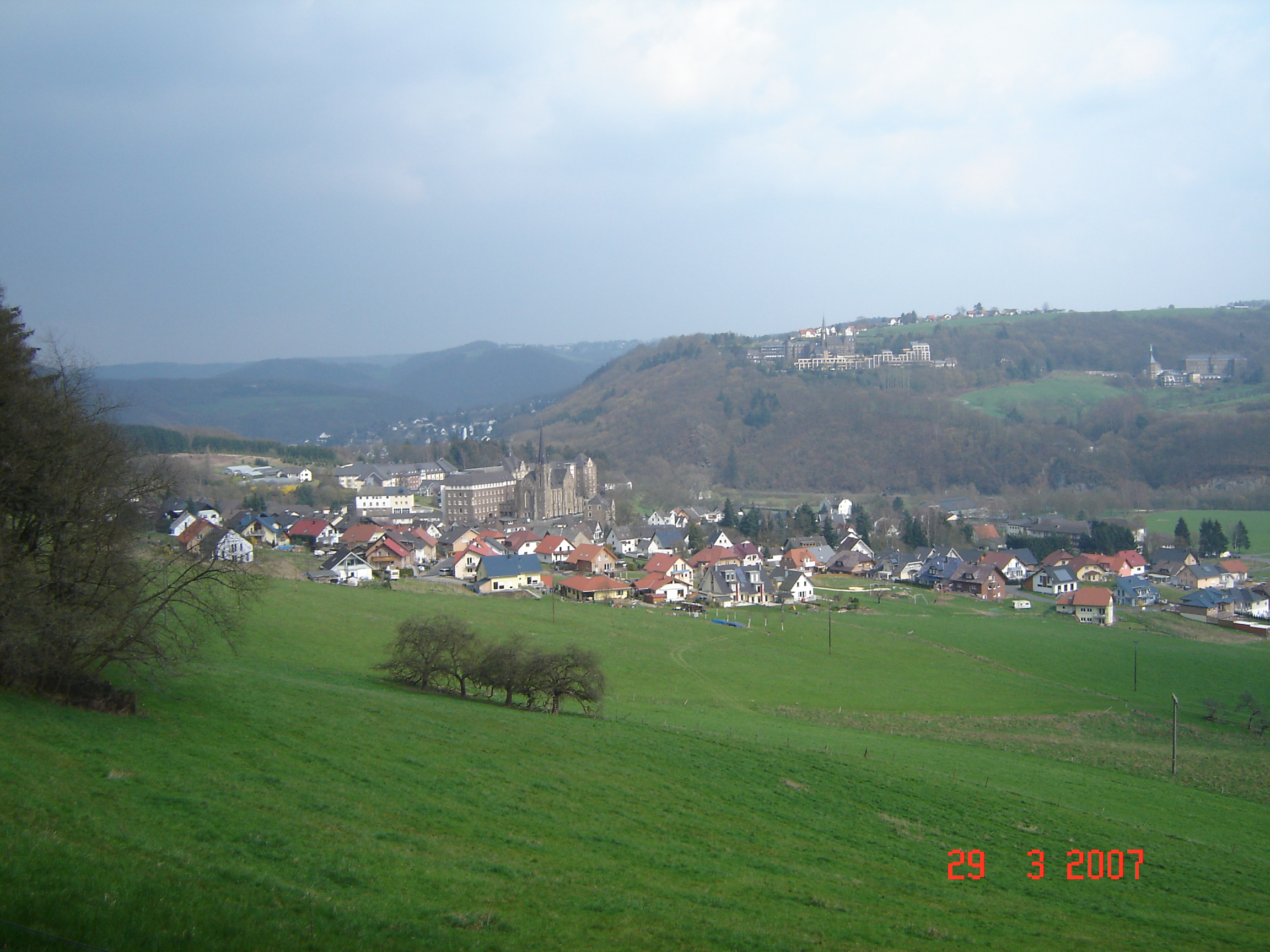
Sicht auf Hausen

Hausen (Wied) (ⓘ) ist eine Ortsgemeinde im Landkreis Neuwied im Norden von Rheinland-Pfalz. Sie gehört der Verbandsgemeinde Rengsdorf-Waldbreitbach an. Hausen ist ein staatlich anerkannter Luftkurort.

## Geographie

### Geographische Lage
Der Ort liegt an der Wied im Naturpark Rhein-Westerwald südwestlich von Waldbreitbach. Die ländlich geprägte Gemeinde liegt ca. 30 km nördlich von Koblenz und 50 km südlich von Köln.

### Geologie
Mit 373 m ü. NHN ist der Malberg die höchste Erhebung der Gemeinde, zugleich auch der Gemeinde Rheinbrohl und der Stadt Bad Hönningen. Es handelt sich um einen erloschenen Vulkan, an dem bis 1932 Basalt abgebaut wurde. In dem entstandenen Krater befindet sich heute ein kleiner See. An der Ostflanke des Berges führt ein nicht mehr betreuter Basaltlehrpfad bis zum Gipfel.
In früheren Zeiten, als die Basaltkuppe noch existierte, soll gemäß überlieferten Erzählungen bei sehr guten Sichtverhältnissen vom höchsten Punkt des Malberges sogar der Kölner Dom zu erkennen gewesen sein.

### Gemeindegliederung

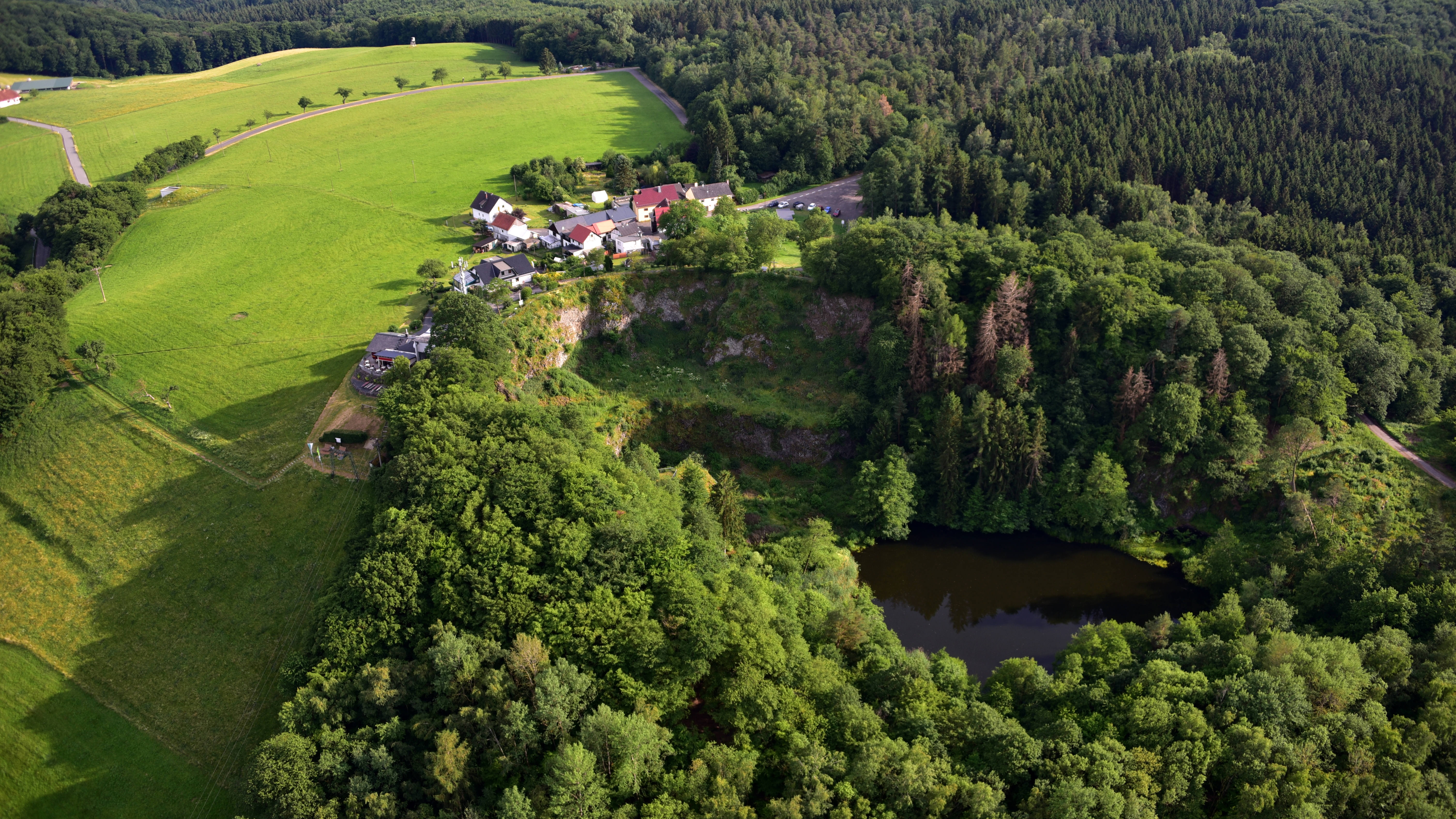
Hähnen, Luftaufnahme (2019)

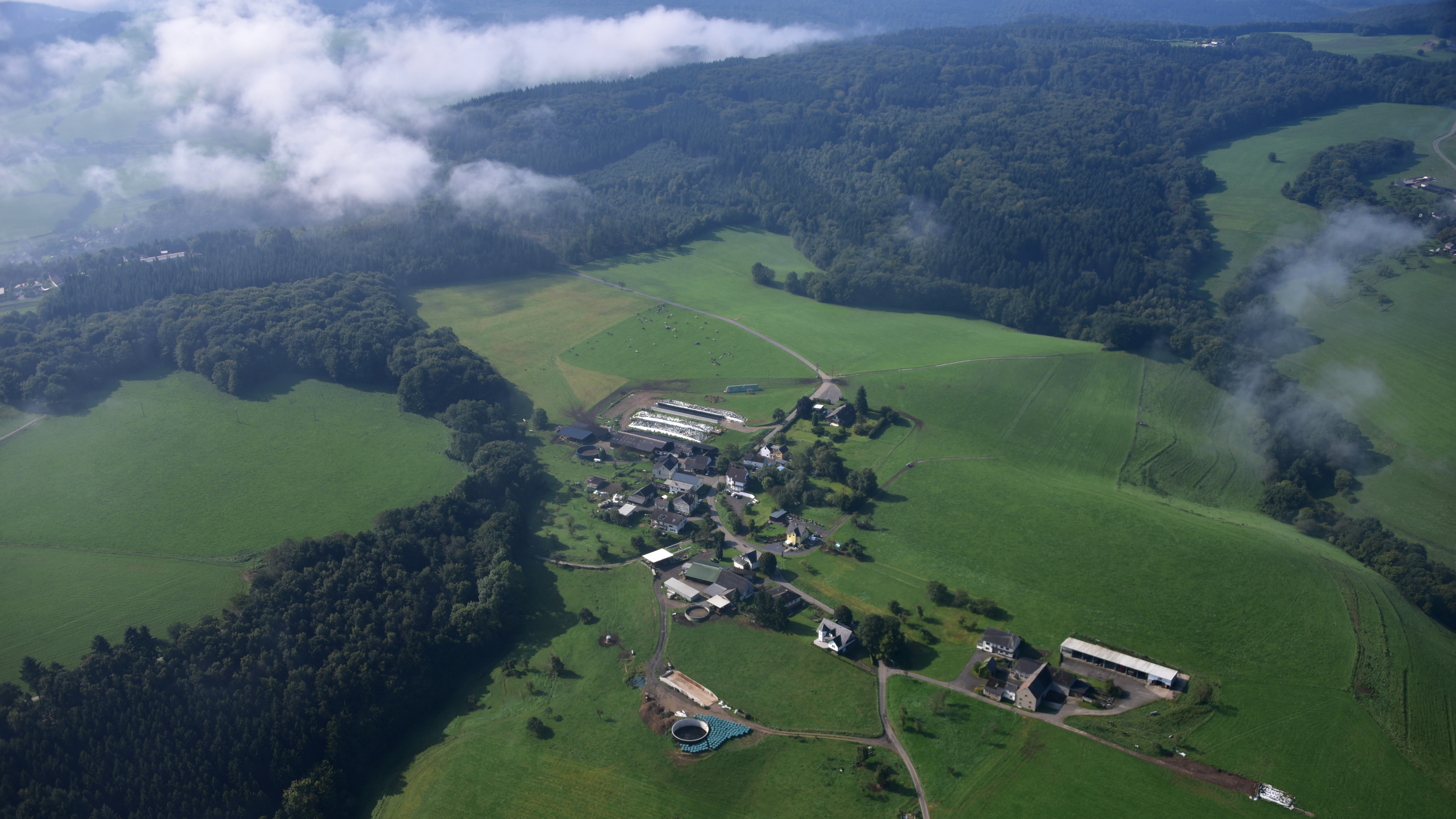
Bremscheid, Luftaufnahme (2017)

Ortsteile und Wohnplätze:
- Bitze
- Bremscheid
- Frorath
- Hähnen
- Hausen
- Langscheid
- Malberghof
- Margarethenhof
- Marienhof
- Muscheiderhof
- Reuschenbach
- Seidenhahn
- Sohl
- Solscheid
- Stopperich
- Wallbachsmühle
- Weißfeld

### Nachbargemeinden
- Waldbreitbach
- Niederbreitbach
- Roßbach (Wied)
- Datzeroth
- Leubsdorf
- Dattenberg
- Bad Hönningen
- Rheinbrohl

## Geschichte

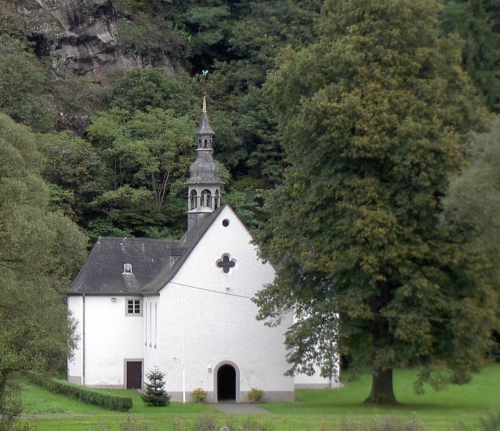
Kreuzkapelle bei Hausen/Wied vor dem Felsen des Kapellenbergs; davor eine große Linde (Naturdenkmal)

Die heutige Gemeinde Hausen entstand am 1. Oktober 1971 durch Umbenennung der bisherigen Gemeinde Bremscheid in Rheinland-Pfalz. Sie besteht aus 17 Dörfern und Weilern mit jeweils eigenständiger Geschichte, die bis 1803 zu Kurkölns Honnschaft Bremscheid zählten. Namensgebend für den Kernort war möglicherweise eine 1268 erwähnte Schenkung von Feldern und Wäldern in Husen durch einen gewissen Herrn de Britsche. Von einer Besiedlung ist in diesem Zeitpunkt noch nicht auszugehen. 1660 sind zwei Höfe, 1843 143 Einwohner dokumentiert.
Der Kernort steht darüber hinaus in engem Zusammenhang mit der Gründung des Ordens der Franziskanerbrüder vom Heiligen Kreuz im Jahre 1862 durch den Schuhmacher Peter Wirth (genannt Bruder Jakobus).
Keimzelle dieser Ordensgemeinschaft war die bereits auf dem Gemeindegebiet Waldbreitbachs gelegene, jedoch als am Ortsrand zu Hausen empfundene, 1694 erbaute Kreuzkapelle am Wiedufer, die im 18. Jahrhundert ein beliebter Wallfahrtsort war. Es geht hier um ein Heiliges Kreuz, das im 15. Jahrhundert in einer Nische des felsigen Berges stand, der heute Kapellenberg heißt. Das Kreuz wurde 1659 entwendet und in die Wied geworfen und 8 Jahre später auf wundersame Weise wiedergefunden. Der Waldbreitbacher Pfarrer Bartholomäus Frederici baute die Kapelle zu Ehren dieses Heiligen Kreuzes vor dem Felshang; das Kreuz wird heute noch in der Mittelnische des Altars aufbewahrt. Heute durchschneidet allerdings die Wiedtalstraße das Gelände, so dass der ursprüngliche Zusammenhang zwischen Felsennische und Kapelle für den heutigen Besucher nicht mehr erkennbar ist.
Um 1700 lebte ein Einsiedler namens Hubertus Quirenbach in der Kapelle; er erweiterte sie um ein Querhaus und jene Klausen, in denen 1851 Rosa Flesch (Mutter Rosa) mit ihrer epilepsiekranken Schwester Marianne gelebt hatte. Die Gründerin der Waldbreitbacher Franziskanerinnen musste 1860 Peter Wirth und seinem Gefährten Anton Weber weichen; sie ließ sich dann auf dem Kapellenberg im Waldbreitbacher Ortsteil Glockscheid nieder (heutiges Kloster Marienhaus).
1866 konnte Peter Wirth und seine Gemeinde die Kreuzkapelle verlassen und das neu erbaute Mutterhaus des Ordens im Kernort Hausen beziehen. Die Klosterkirche wurde 1906 geweiht. Dieser Komplex prägt heute die architektonische Gestalt des Ortes.
Bevölkerungsentwicklung
Die Entwicklung der Einwohnerzahl der Gemeinde Hausen, die Werte von 1871 bis 1987 beruhen auf Volkszählungen:
| Jahr | Einwohner |
| 1815 | 311       |
| 1835 | 558       |
| 1871 | 615       |
| 1905 | 1.405     |
| 1939 | 1.912     |
| 1950 | 1.359     |

| Jahr | Einwohner |
| 1961 | 1.789     |
| 1970 | 1.851     |
| 1987 | 1.588     |
| 1997 | 1.715     |
| 2005 | 1.955     |
| 2023 | 1.931     |

## Politik

### Bürgermeister
Carmen Boden (CDU) wurde am 25. Juli 2019 Ortsbürgermeisterin von Hausen. Bei der Direktwahl am 26. Mai 2019 konnte sie sich mit einem Stimmenanteil von 62,66 % gegen den bisherigen Amtsinhaber Karl-Josef Hühner (SPD) durchsetzen, der das Amt zuvor 20 Jahre ausgeübt hatte. Sie wurde im Juni 2024 wiedergewählt.

## Wirtschaft und Infrastruktur

Wiedaue bei Hausen

Im Ortsteil Solscheid befindet sich das Unternehmen POS Service Group. Das Unternehmen ist spezialisiert auf die Reinigung und Reparatur von Polstermöbeln, die Durchführung von Küchenaufmaßen sowie die Instandsetzung von Einbruchschäden.
Die übrigen Arbeitsplätze liegen in der medizinischen Versorgung, Gastronomie sowie kleineren Dienstleistungsbetrieben.
In der Hausener Wiedaue befindet sich seit 2015 ein 24.000 m² großes Gewerbegebiet, in dem sich ein Discounter sowie eine Bäckerei angesiedelt haben. Gegen diese Ansiedlung gab es kritische Stimmen seitens des ansässigen Einzelhandels.

### Verkehr

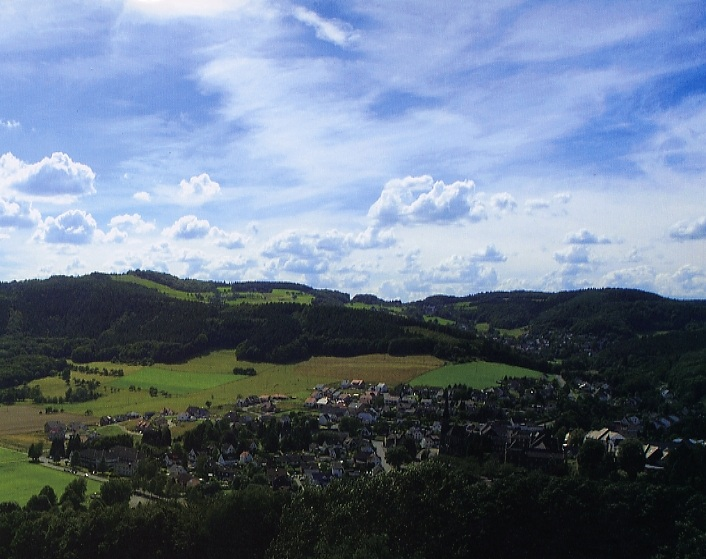
Gemeinde Hausen (Wied)

Hausen liegt im mittleren Wiedbachtal. Von der A 3 sind es von den Abfahrten Bad Honnef / Linz, Neustadt (Wied) oder Neuwied jeweils 15 Minuten bis zur Ortsmitte. Die nächstgelegenen größeren Städte Neuwied und Koblenz sind mit öffentlichen Verkehrsmitteln erreichbar. Der nächste Bahnhof ist in Bad Hönningen, die nächsten Fernbahnhöfe für ICE befinden sich in Koblenz, Siegburg und Montabaur.

### Öffentliche Einrichtungen / Medizinische Versorgung
Das Dorfgemeinschaftshaus in der Ortsmitte wird für Sitzungen der Gemeinde genutzt und steht auch Privatzwecken zur Verfügung. Das Sportlerheim am Sportzentrum wurde im Jahre 2006 neu gestaltet; zudem befindet sich dort ein Multifunktionsplatz.
Im Wald oberhalb des Ortes liegt die Westerwaldklinik, eine Schwerpunktklinik für Neurologie und neurologische Psychosomatik. Die Klinik wird von drei Trägern der Rentenversicherungen betrieben.
Am Ortsrand, in der Nähe der Wied, befindet sich das Margaretha-Flesch-Haus, ein Alten- und Pflegeheim der Waldbreitbacher Franziskanerinnen. Das Haus verfügt nach Fertigstellung eines Anbaus über 80 Plätze sowie zwei Kurzzeitpflegeplätze. Ein Schwerpunkt des Hauses ist der in den neuen Räumen geschaffene Wohnbereich für an Demenz erkrankte Bewohner.
Das von den Franziskanerbrüdern vom Heiligen Kreuz betreute St. Josefshaus, 1931 restauriert, ist ebenfalls ein Alten- und Pflegeheim für rund 300 Menschen mit psychischen oder neurologischen Erkrankungen oder geistiger Behinderung. Es ist dem klösterlichen Mutterhaus angegliedert; hinter dem Heim erstreckt sich ein großer Park mit historischem Baumbestand, Lourdes-Grotte und Antonius-Brunnen.
Hausen hat keinen eigenen niedergelassenen Arzt. Mehrere Arztpraxen befinden sich im ein bis zwei Kilometer entfernten Waldbreitbach. Die nächsten Krankenhäuser sind in Neuwied oder Linz am Rhein. Im Ort befindet sich ein Rettungsstützpunkt des Deutschen Roten Kreuzes.

### Bildung
Grundschulen befinden sich in Waldbreitbach und Niederbreitbach. Die Realschule plus befindet sich in Waldbreitbach und Gymnasien befinden sich in Neuwied, Linz am Rhein oder Neustadt (Wied).

### Freizeit und Sport
In Hausen befindet sich seit 1971 das Wiedtalbad, das Hallen- und Freibad der ehemaligen Verbandsgemeinde Waldbreitbach (heute Verbandsgemeinde Rengsdorf-Waldbreitbach). Es wurde im November 2006 um eine Sauna-Landschaft mit Außenbereich und Restaurant nach zeitgenössischen Wellness-Bedürfnissen erweitert.
Zwei Tennisplätze (Hartplatz) sowie ein Bolzplatz und eine Multifunktionsfläche befinden sich am Ortsrand zwischen Hausen und dem Ortsteil Reuschenbach.
Der Malberg ist zu allen Jahreszeiten ein beliebtes Ausflugsziel. Im Winter nutzen ihn überwiegend Rodler. Die 1964 geschaffene Skipiste mit Schlepplift und Schneekanonen war der längste Abfahrtshang für alpinen Skilauf im größeren Umkreis. Mangels Schnee rentierte sich die zur Zeit der Errichtung als größte Kunstschneepiste Europas titulierte Anlage nicht. Nach dem Verkauf der Schneekanonen ist der Schlepplift seit 2008 bis auf eine Liftstütze komplett abgebaut.
Mitte August, immer an einem Freitagabend, richtet der VfL Waldbreitbach den Malberglauf aus. Der Berglauf geht über eine Länge von ca. 6 km mit ca. 370 Höhenmetern, wobei ca. 100 m bergab gelaufen werden müssen. Der Start erfolgt beim Klärwerk in der Au. Die Strecke führt zum Teil über den Westerwaldsteig und endet auf dem Malbergkopf bei der Skihütte Malberg. Hier fanden 2003 und 2008 die westdeutschen Berglaufmeisterschaften statt.
Am Kloster der Franziskanerbrüder vom Heiligen Kreuz führt der Westerwaldsteig von Waldbreitbach nach Bad Hönningen vorbei.

### Regelmäßige Veranstaltungen
- Jährlich am Mittwoch vor Karnevalssonntag findet die traditionelle Möhnensitzung im Gemeindesaal statt.
- Am dritten Septemberwochenende findet in Hausen, veranstaltet durch den Burschen- und Mädchenverein Hausen e. V., die Kirmes statt.
- Am dritten Samstag im Dezember ist auf dem neuen Dorfplatz ein kleiner Weihnachtsmarkt. Veranstalter ist ebenfalls der Burschen- und Mädchenverein Hausen e. V.
- Das dritte Wochenende im Oktober steht im Zeichen der Freiwilligen Feuerwehr. Samstagabends wird der traditionelle Feuerwehrball (zurzeit unter dem Motto „Kölsche Owend“) mit Live-Musik regional bekannter Bands, sowie großer Tombola gefeiert. Der Sonntag wird als Tag der Feuerwehr begangen.

## Persönlichkeiten
- Katharina Müller (1903–1994), besser bekannt unter ihrem Ordensnamen Schwester Anselma FBMVA, wurde im Ortsteil Langscheid geboren.
- Die Schauspielerin Margarita Broich verbrachte ihre Kindheit und Jugend in Hausen.
- Der Musiker und Komponist Klaus Lage lebte mehrere Jahre im Hausener Ortsteil Weißfeld.
- Die in Neuwied am Rhein geborene Sängerin, Komponistin und Autorin Susanne Betancor wuchs u. a. in Hausen auf.